# Leptonetela notabilis
Espèce
Synonymes
- Sinoneta notabilis Lin & Li, 2010

Leptonetela notabilis est une espèce d'araignées aranéomorphes de la famille des Leptonetidae.

## Distribution
Cette espèce est endémique du Guizhou en Chine,. Elle se rencontre dans la grotte Hebiandong à Duyun.

## Description
Le mâle holotype mesure 1,80 mm et la femelle paratype 1,82 mm.

## Publication originale
- Lin & Li, 2010 : Leptonetid spiders from caves of the Yunnan-Guizhou Plateau, China (Araneae: Leptonetidae). Zootaxa, no 2587, p. 1–93.